# Fanum des Châteliers
Pour un article plus général, voir Fanum.
Le fanum des Châteliers est un temple d'inspiration celto-romaine, situé sur l'oppidum des Châteliers, sur la commune française d'Amboise, dans le département d'Indre-et-Loire.
Le fanum se présente sous la forme d'une cella carrée, entourée d'une galerie, l'ensemble prenant place au centre d'un péribole. Le temple est construit au Ier siècle mais repose certainement sur des structures plus anciennes. Il est réaménagé ensuite avant d'être démantelé jusqu'au niveau de ses fondations et ses éléments récupérés pour d'autres usages.
Ses vestiges sont inscrits au titre des monuments historiques en 1987 alors que le terrain sur lequel il est construit ainsi que les alentours constituent une réserve archéologique.

## Localisation

Le fanum dans l'oppidum des Châteliers.

L'oppidum des Châteliers occupe le site d'un éperon formé par le confluent de la Loire et de l'Amasse. Ce plateau, qui repose sur le calcaire turonien se situe à une altitude moyenne de 100 m et domine la vallée d'une cinquantaine de mètres,. Ce site géographique stratégique est occupé par l'Homme de manière permanente depuis le Néolithique. À La Tène finale, il est barré à l'est d'un rempart de terre. L'oppidum ainsi constitué, d'une cinquantaine d'hectares, témoigne à cette époque d'une importante activité artisanale, cultuelle, domestique et peut-être politique : il est très probable qu'il constitue la capitale du peuple gaulois des Turones. Son centre est occupé par la Butte de César, probable tumulus de l'âge du bronze.
Au sein de ce dispositif, le fanum occupe une position à peu près centrale, un peu au nord-ouest de la Butte de César, au niveau où s'amorce la pente nord du plateau.

## Description
Ouvert à l'est, il est composé d'une cella carrée entourée d'une galerie qui occupent le centre d'un péribole d'environ 45 m de côté. Le fanum entre dans la catégorie des temples dits « à plan centré ». Le mur nord de ce péribole, établi sur une terrasse, est renforcé intérieurement par des arcs de décharge permettant de répartir la poussée des terres. Des vases entiers ont été déposés à ce niveau, probablement dans le cadre de rites. L'élévation des murs, en pierre de taille, a presque entièrement disparu et le sommet des murs préservés est enduit d'un béton protecteur moderne. Un édifice annexe prend place à l'angle sud-est de la cella, dans l'enceinte sacrée. Certains murs épais de 0,90 m témoignent du caractère monumental de cet édifice.

Plan schématique du fanum.

Des enduits peints  de décors géométriques rouges, bleus et verts et une mosaïque de tesselles noires et blanches faisaient partie de l'ornementation du temple. Des vestiges potentiellement attribuables à des colonnes du temple sont aussi mis au jour mais les éléments les plus luxueux semblent avoir systématiquement fait l'objet d'une récupération.

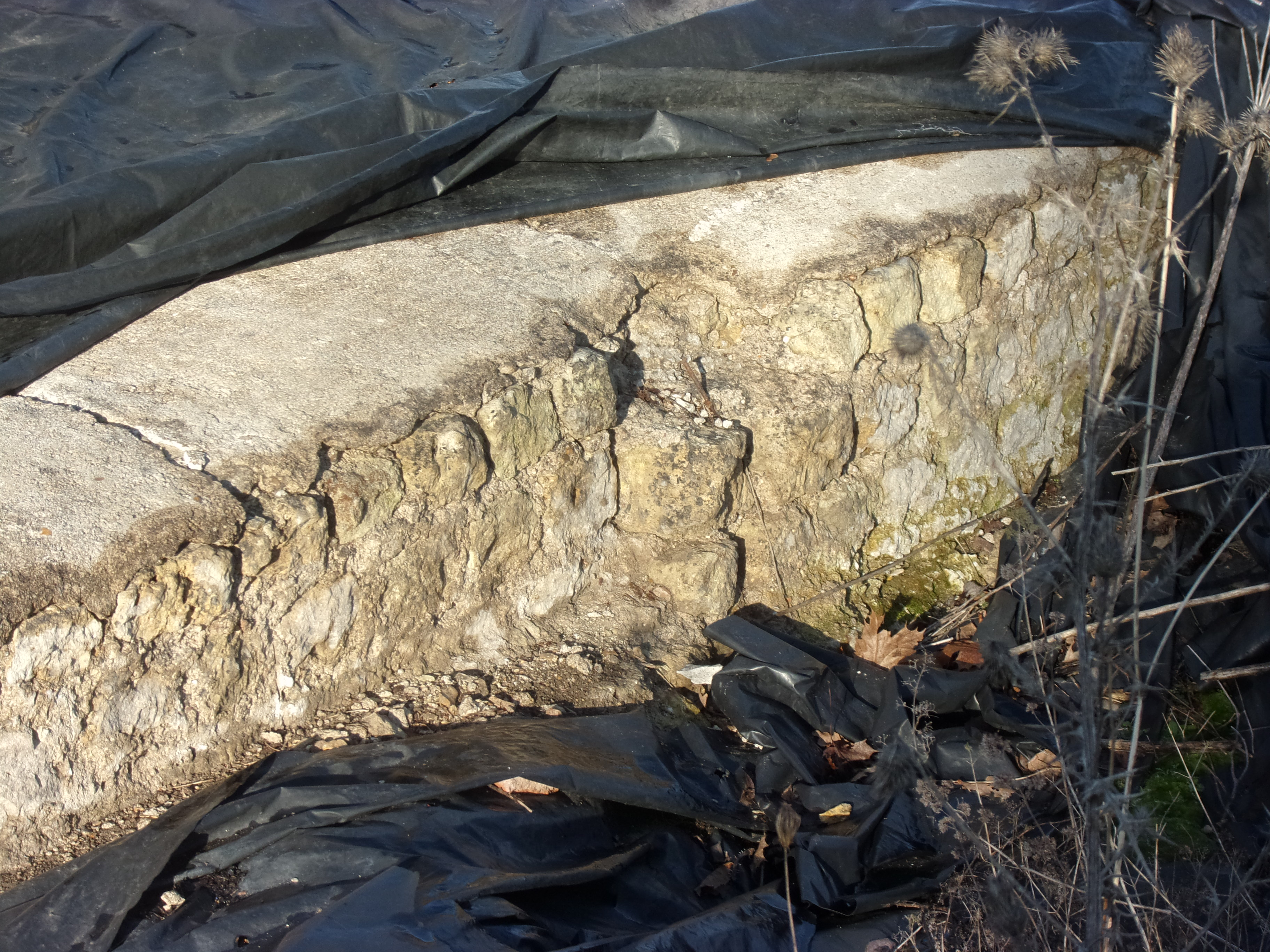
Détail du mur de la cella.

Ce fanum, tel qu'il se présente, est vraisemblablement une reprise ou une reconstruction, jusqu'au IIe siècle, d'un édifice plus ancien, daté du dernier tiers du Ier siècle av. J.-C.. Une pièce de monnaie et un fragment de poterie pris dans le mortier damé d'un sol de circulation lié au temple permettent de dater cette phase entre l'an 9 et l'an 16 de notre ère. La strate qui recouvre ce sol est déjà partiellement constituée de matériaux de démolition, dont un faible proportion semble attribuable au temple lui-même ; il est donc concevable que le temple ait été abandonné, puis démantelé, et la plupart de ses matériaux récupérés pour d'autres usages, mais l'époque où s'est produit cet événement ne peut pas encore être précisée, les niveaux les plus récents qui soient identifiés se rapportant au IIe siècle.

## Environnement cultuel du temple

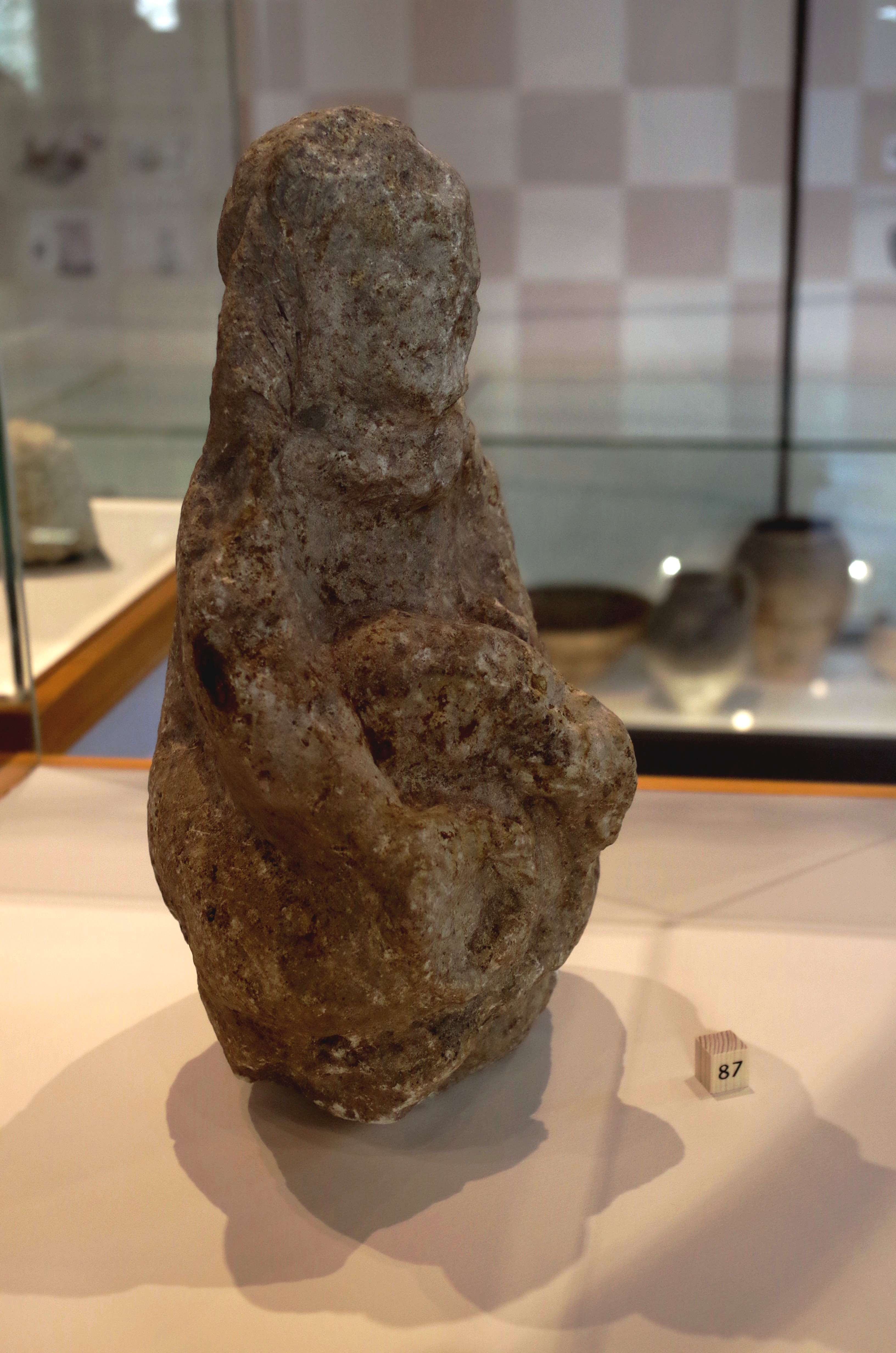
Statuette trouvée non loin du temple.

Il est possible qu'une voie de circulation orientée est-ouest longe ce mur nord.
Deux autres fana, de dimensions inférieures au précédent pour ce qui est de la cella sont découverts au nord-est du premier en 1995 et 2015-2016,. C'est la concentration de temples dans le même périmètre qui conduit à penser que cette zone était probablement réservée aux activités religieuses, mais peut-être aussi communautaires — un autre bâtiment de grandes dimensions, qui n'est pas un temple mais plus probablement un édifice public, y est identifié —, sur une superficie d'au moins 3 ha ; d'autres édifices religieux restent peut-être à découvrir dans le secteur. De nombreux artéfacts retrouvés à dans ce secteur cultuel peuvent être considérés comme des dépôts rituels.
Une structure rectangulaire, peut-être un bassin à fonction rituelle, avoisine le temple au nord du péribole, de l'autre côté de l'hypothétique voie de circulation.

## Mentions bibliographiques, fouilles et études
La première mention d'un édifice cultuel sur le site des Châteliers date du dernier quart du IVe siècle dans la Vie de saint Martin de Sulpice-Sévère. Martin, alors évêque de Tours et qui n'hésite pas, selon ses biographes, à user de méthodes radicales pour évangéliser les territoires, semble venir sur le site pour y détruire un temple païen en forme de tour (peut-être une cella) maçonnée en grand appareil. Il s'agit certainement d'un monument situé sur le plateau des Châteliers mais en l'absence de toute trace archéologique il est impossible de savoir si ce temple est bien le fanum des Châteliers. 

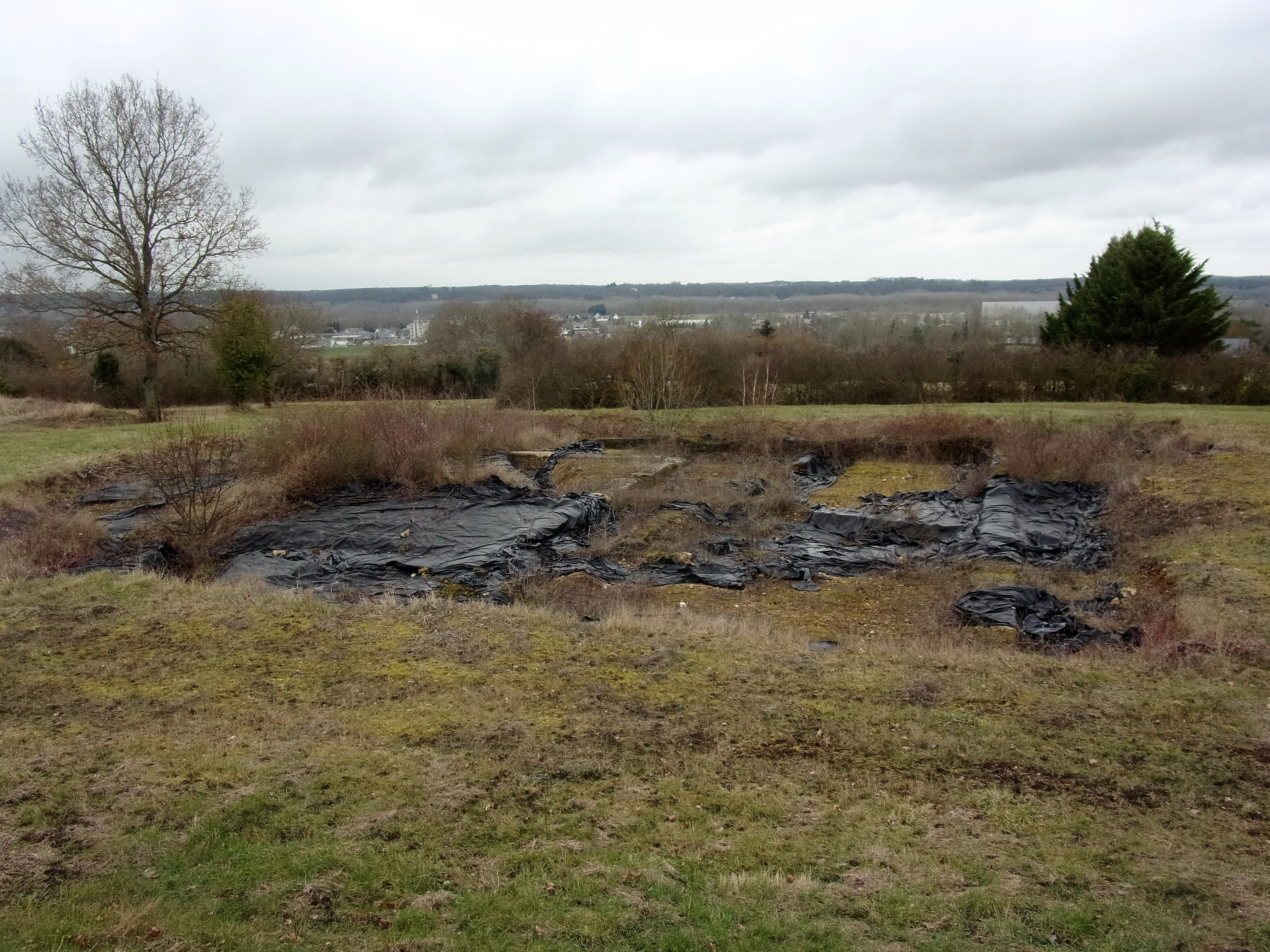
Vue générale des vestiges en 2019.

Dans les années 1970, un Village Vacances Familles dans la partie centrale du plateau. Aucune observation archéologique préalable n'est effectuée, et les travaux occasionnent la destruction de plusieurs dizaines, voire centaines de structures. Dans l'urgence, des sondages exploratoires sont effectués par André Peyrard dans les secteurs menacés. C'est à cette occasion que le temple est découvert en 1980. L'étude de ce temple est rendue plus difficile par des travaux illicites (enfouissement d'un réseau d'assainissement traversant le temple) réalisés entre 1981 et 1986. Les vestiges du fanum sont inscrits au titre des monuments historiques en 1987.
Pour préserver le potentiel archéologique du secteur, tous les travaux immobiliers sont stoppés en 1994 et le terrain est acheté par le ministère de la Culture au titre de réserve archéologique. En 1995, une fouille réalisée par l'Association pour les fouilles archéologiques nationales dans le cadre de l'enfouissement des réseaux électriques permet d'identifier un second temple à proximité du premier.
De 2005 à 2008, de nouvelles recherches ont lieu au niveau du temple afin d'obtenir davantage d'informations sur son architecture, son décor et les phases de sa construction. À l'issue de ces recherches, environ un tiers de la superficie du temple est mise au jour.

#### Publications exclusivement consacrées à l'oppidum des Châteliers
- André Peyrard et Anne Debal, Amboise, ville gauloise et gallo-romaine, de la préhistoire à l'histoire : catalogue d'exposition, Ville d'Amboise et Cercle Ambacia, 1985, 62 p..
- Jean-Marie Laruaz, « 25 ans plus tard… le sanctuaire gallo-romain du plateau des Châtelliers », Ambacia, no 7,‎ 2007, p. 3-9 (ISSN 0982-8052).
- Jean-Marie Laruaz, « Le plateau des Châteliers à Amboise », Les Dossiers d'archéologie, no 326,‎ mars-avril 2008, p. 60-66.
- Jean-Marie Laruaz, Amboise et la cité des Turons de la fin de l’âge du Fer jusqu’au Haut-Empire (IIe s. av. n .è. – IIe s. de n.è.) : thèse de doctorat, sous la direction de Stephan Fichtl, vol. 1 à 4, Tours, Université François-Rabelais, 2009, 323, 94, 176 p et 108
- Jean-Marie Laruaz (dir.), Archéologie à Amboise. Aux origines de la ville et du château, Chemillé-sur-Dême, Archéa, 2015, 32 p. (ISBN 978-2-912610-20-1)
- Jean-Marie Laruaz (dir.), Ambacia, la Gauloise - 100 objets racontent la ville antique d'Amboise, Chemillé-sur-Dême, Archéa, 2017, 136 p. (ISBN 978-2-912610-22-5). .
- André Peyrard, « L'oppidum des Chatelliers à Amboise. Etat des recherches en 1983. Étude préliminaire », bulletin de la Société archéologique de Touraine, t. XL,‎ 1984, p. 839-853 (ISSN 1153-2521, lire en ligne).
- André Peyrard, « L’oppidum des Châtelliers à Amboise. Campagne de fouille 1986. Etude préliminaire », bulletin de la Société archéologique de Touraine, t. XLI,‎ 1987, p. 605-620 (ISSN 1153-2521, lire en ligne).

#### Publications consacrées à l'archéologie et à l'histoire en Touraine ou aux oppida celtiques
- Jean-Mary Couderc (dir.), Dictionnaire des communes de Touraine, Chambray-lès-Tours, CLD, 1987, 967 p. (ISBN 978-2-85443-136-0).
- Claude Croubois (dir.), L’indre-et-Loire – La Touraine, des origines à nos jours, Saint-Jean-d’Angely, Bordessoules, coll. « L’histoire par les documents », 1986, 470 p. (ISBN 2-903504-09-1).
- Jacques Dubois, Archéologie aérienne : patrimoine de Touraine, Saint-Cyr-sur-Loire, Alan Sutton, 2003, 190 p. (ISBN 2-84253-935-4).
- Jean-Marie Laruaz, Le phénomène des oppida dans le département d'Indre-et-Loire : mémoire de maîtrise en histoire, t. I et II, Tours, université François-Rabelais, 2003, 68 et n. p.
- André Peyrard, « Les oppida celtiques d'Indre-et-Loire à partir des nouvelles données archéologiques. Étude systématique en cours de l'oppidum des Châteliers à Amboise », bulletin de la Société archéologique de Touraine, t. XXXIX,‎ 1980, p. 345-350 (ISSN 1153-2521, lire en ligne).
- Michel Provost, Carte archéologique de la Gaule : l'Indre-et Loire-37, Paris, Académie des inscriptions et belles-lettres, 1988, 141 p. (ISBN 2-87754-002-2).
- Élisabeth Zadora-Rio (dir.), Atlas archéologique de Touraine : Supplément no 53 à la Revue archéologique du Centre de la France, Tours, FERACF, 2014 (lire en ligne). .